# Lennart Hedquist
Karl Johan Lennart Hedquist, född 27 juli 1943 i Lövångers församling i Västerbottens län, är en svensk politiker (moderat), som var riksdagsledamot 1991–2010 och i riksdagen ordförande i skatteutskottet 2006–2010.

## Biografi
Hedquist avlade studentexamen vid Härnösands gymnasium 1962 och flyttade sedan till Uppsala för studier i statskunskap, historia, sociologi och nationalekonomi vid Uppsala universitet och avlade filosofisk ämbetsexamen 1967. Han var aktiv i studentlivet inom Föreningen Heimdal, där han var vice ordförande 1964–1965 och inom Uppsala Studentkår, där han var ordförande 1965–1966. Åren 2006–2014 var han preses i föreningen Heimdal. Lennart Hedquist är hedersledamot av Norrlands nation i Uppsala.
Hedquist har yrkesmässigt varit byråsekreterare i Statskontoret, utbildningschef i Pharmacia och processledare i Lotscenter. Åren 1976–1988 var han kommunalråd i Uppsala kommun, varav 1985–1988 som finanskommunalråd och kommunstyrelsens ordförande.
Parallellt med uppdraget som riksdagsledamot innehade Hedquist ett mycket stort antal andra uppdrag, varav kan nämnas att han 1999–2019 var ordförande för Bostadsrätterna Sverige (tidigare SBC ek för) och 2000–2014 ordförande i det börsnoterade företaget SBC Sveriges Bostadsrättscentrum AB (ledamot 2014–2019).
Hedquist var 1994–2006 ordförande i kommunrevisionen i Uppsala kommun och 2006–2014 ordförande i fullmäktige för Uppsala läns landsting. Hedquist har därutöver genom åren deltagit i ett flertal statliga utredningar och var ledamot i Kammarkollegiets styrelse 1993–2006.